# Langues australes
Les langues australes sont les langues parlées aux îles Australes, au sud de la Polynésie française, à l'exclusion du rapa. Comptant environ 7 200 locuteurs, elles sont menacées d'extinction autant par la domination du tahitien que par celle du français.
Les langues australes sont parfois désignées comme formant une seule langue, nommée l’austral, divisée en plusieurs dialectes : Raivavae, Rimatara, Rurutu, Tubuai. Cependant, ces derniers sont parfois considérés comme des langues distinctes, auquel cas on parlera des langues australes.

## Classification
Au sein des langues polynésiennes, les langues australes sont rattachées au groupe des langues tahitiennes. Le rapa, également parlé dans l'archipel des Australes, forme une branche séparée.

## Nom
L'archipel des Australes est nommé, en tahitien, Tuha’a pae — d'un nom religieux lié au centre administratif de l'archipel entier. Ce terme ne relève pas de la toponymie traditionnelle, étant donné son origine protestante (où il signifiait « le cinquième arrondissement ecclésiastique »).
Le terme tahitien reo Tuha’a pae, littéralement « langue(s) des Australes » désigne officiellement les langues de cet archipel. Traditionnellement, on a plutôt coutume de distinguer chaque communalecte (langue ou dialecte) par le nom de l'île où il est parlé : reo ra'ivavae, reo rimatara, reo rurutu, reo tupua'i ; et enfin reo rapa, qui doit être classé à part. Chaque île a développé son particularisme culturel, et certains[Qui ?] les distinguent suffisamment pour y voir des langues distinctes.

## Écriture
| Voyelles  | a | e | i | o | u |   |   |   |
| Consonnes | h | m | n | p | r | t | v | ’ |

| Voyelles  | a | e | i | o | u |   |   |   |
| Consonnes | h | m | n | p | r | t | v | ’ |

| Voyelles  | a | e | i | o | u |   |   |
| Consonnes | m | n | p | r | t | v | ’ |

Le macron est utilisé pour indiquer les voyelles longues : ā, ē, ī, ō, ū,.